# Diocesi di Stoccolma (luterana)
La diocesi di Stoccolma è una diocesi appartenente alla Chiesa di Svezia. La diocesi fu fondata nel giugno del 1942 e l'edificio principale è la Storkyrkan nella Gamla stan della capitale svedese.
La diocesi comprende 13 kontrakt (unità amministrative intermedie tra la parrocchia e la diocesi), 56 pastorat (unione di più parrocchie) e 63 parrocchie.

## Storia
Prima della fondazione della diocesi di Stoccolma, il territorio su cui essa oggi ha la giurisdizione ecclesiastica, era diviso tra la Arcidiocesi di Uppsala a nord e quella di Strängnäs a sud. Gli attuali confini della diocesi coincidono con quelli della Contea di Stoccolma.
Già prima della creazione della nuova diocesi, la città di Stoccolma aveva un ruolo di particolare importanza all'interno della chiesa di Svezia. La sua cattedrale, la Storkyrkan, aveva un proprio capitolo e il sacerdote a cui essa veniva affidata poteva (e può) fregiarsi del titolo di pastor primarius.